# ناتالي سيلي
ناتالي سيلي (من مواليد 28 ديسمبر 1965 في بورتوفيخو) هو وزيرة الإنتاج السابقة في إكوادور وسفير إكوادور السابق لدى الولايات المتحدة في واشنطن العاصمة.
تخرجت من جامعة كاتوليكا دي جواياكيل عام 1990 بدرجة في الاقتصاد. من مايو 2009 حتى نوفمبر 2011 شغلت سيلي منصب وزير تنسيق الإنتاج والتوظيف والقدرة التنافسية. عملت لاحقًا كوزيرة تنسيق التنمية الاجتماعية في الإكوادور من مارس 2007 إلى أبريل 2009، وسفيرة لدى الولايات المتحدة من 18 يناير 2012 إلى أوائل 2015.
كان سيلي سابقًا رئيس إيدوكيت وهي مؤسسة تعليمية، ومديرًا تنفيذيًا في ستراتيجا، وهي مجموعة تعمل في مجال الأعمال المستدامة.
بمنحة من بنك التنمية للبلدان الأمريكية التحقت بكلية جون إف كينيدي الحكومية بجامعة هارفارد، وتخرجت في عام 2001 بدرجة ماجستير في الإدارة العامة ودبلوم في السياسة العامة. كانت أيضًا طالبة دكتوراه في معهد أمريكا اللاتينية للعلوم الاجتماعية.